# 博什里-圣马丹
博什里-圣马丹（法語：Beauchery-Saint-Martin，法語發音：[boʃʁi sɛ̃ maʁtɛ̃] ⓘ）是法国塞纳-马恩省的一个市镇，属于普罗万区。该市镇于1972年由原市镇博什里（Beauchery）和圣马丹德谢讷特龙（Saint-Martin-de-Chennetron）合并而成。

## 地名
法语人名在日常人名译名以及《世界人名翻譯大辭典》、《法语姓名译名手册》等主流人名译名类书籍资料中多译作“马丁”，不过在《世界地名翻译大辞典》、《世界地名译名词典》和《法国地图册》等主流地名译名类书籍资料中多译作“马丹”。

## 地理
博什里-圣马丹（48°36'55"N, 3°24'10"E）面积27.96 平方千米，位于法国法蘭西島大區塞纳-马恩省，该省份为法国北部内陆省份，北起瓦兹省，西接埃松省、马恩河谷省、塞纳-圣但尼省和瓦兹河谷省，南至卢瓦雷省，东南接约讷省，东临马恩省和奥布省，东北接埃纳省。
与博什里-圣马丹接壤的市镇（或旧市镇、城区）包括：拉索尔索特、维利耶圣乔治、武尔通、大沙洛特尔、莱谢勒、卢昂-维勒格吕-方丹。
博什里-圣马丹的时区为UTC+01:00、UTC+02:00（夏令时）。

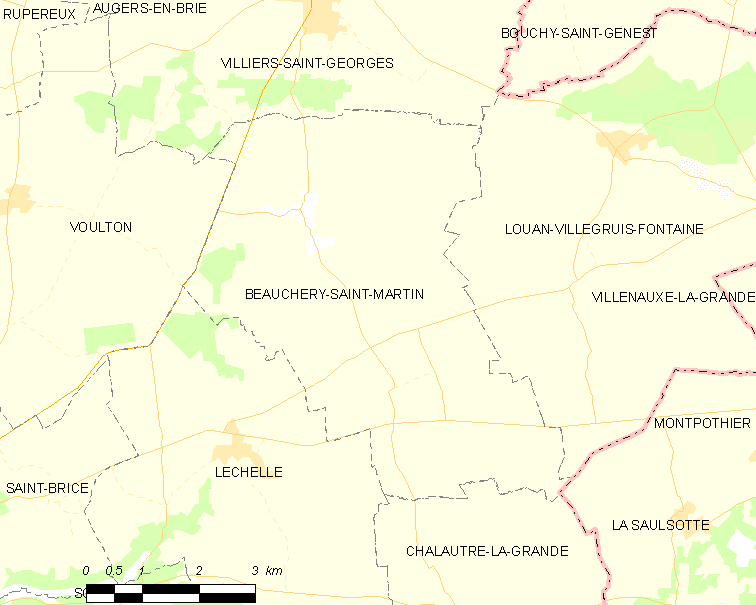
博什里-圣马丹的OSM定位图

## 行政
博什里-圣马丹的邮政编码为77560，INSEE市镇编码为77026。

## 政治
博什里-圣马丹所属的省级选区为普罗万县。

## 人口

1962-2008年间博什里-圣马丹人口变化图示

博什里-圣马丹于2022年1月1日时的人口数量为374人。